# Paul Junke

Paul Junke

Paul Junke (* 12. Mai 1886 in Braunschweig; † 6. Januar 1945 in Basel) war ein deutscher Politiker (SPD; USPD).

## Leben und Wirken
Paul Junke war ein Sohn des Arbeiters Heinrich Junke und der Johanna Schwerdtfeger. Seinen protestantischen Glauben gab er später auf und wurde konfessionslos. Nach dem Besuch der Volksschule in seiner Heimatstadt absolvierte Junke eine Schlosser- und Dreherlehre. 1907 heiratete er und irgendwann vor dem Ersten Weltkrieg trat er in die Sozialdemokratische Partei Deutschlands (SPD) ein. 1917 wechselte Junke in die Unabhängige Sozialdemokratische Partei Deutschlands (USPD), der er bis 1920 oder 1921 angehörte. Er wechselte im September 1922 wieder in die SPD und übernahm für diese bis in die 1930er Jahre zahlreiche Funktionärsposten.
So wurde er Parteisekretär der SPD-Gruppe im Freistaat Braunschweig und später Mitglied im braunschweigischen Bezirksvorstand. 1919/1920 war er unbesoldeter Stadtrat in seiner Heimat. Ab 1920 gehörte Junke für die USPD, beziehungsweise nach seiner Rückkehr zur SPD für diese, dem Braunschweigischen Landtag an. Seine Tätigkeit dort währte bis 1924. Danach saß Junke von 1924 bis 1932 acht Jahre lang als Abgeordneter für die SPD im Berliner Reichstag. Dort vertrat er den Wahlkreis 16 (Südhannover-Braunschweig).
Zu einem Widerstand gegen die „Machtergreifung“ der Nationalsozialisten sah Junke sich 1933 außer Stande. Überliefert sind seine Befürchtungen vor der drohenden Illegalität und vor Gegenaktionen des Regimes, die ihn dazu veranlassten, in seiner Eigenschaft als braunschweigischer Bezirkssekretär seiner Partei die Anweisung zu geben: „Keine Sonderaktionen (Streiks, Vereinigung mit Kommunisten), da sonst mit einem Verbot der Gewerkschaften zu rechnen ist; Umstellung unserer Organisation; da mit dem Verbot der Presse zu rechnen ist, Verbindung mit den Lesern halten und engste Kontakte zur Eisernen Front; die Verbindung mit Kommunisten (bei Wahlen) ist abzulehnen.“
1933 emigrierte Paul Junke nach Luxemburg, wo er sich für die Auslands-SPD (Sopade) engagierte. 1938 wurde er in Deutschland ausgebürgert. 1940 floh er vor dem deutschen Einmarsch in Luxemburg nach Frankreich. Nachdem die Wehrmacht auch Frankreich erobert hatte, wurde er dort bis 1942 interniert. 1943 gelang es Junke, in die Schweiz auszureisen. Dort verstarb er im Frühjahr 1945 nach längerer Krankheit.